# Giovanni Muciaccia
Giovanni Muciaccia (Foggia, 26 dicembre 1969) è un conduttore televisivo, attore teatrale e artista italiano.

## Biografia

### Formazione nel teatro
Nato a Foggia, si è formato artisticamente frequentando la Scuola di Teatro "Mario Riva" e l'Accademia d'arte drammatica della Calabria a Palmi. In teatro ha recitato opere di Euripide, Eschilo, Luigi Pirandello e Bertolt Brecht, lavorando anche per registi tra i quali Patrick Rossi Gastaldi e Alvaro Piccardi.

### Carriera televisiva
L'esordio in televisione arriva alla fine del 1992 con Disney Club e nei due anni successivi ha condotto La Banda dello Zecchino. Ha partecipato con un suo cortometraggio dal titolo Sformat al terzo Sacher Festival di Nanni Moretti. 
Nel 1998-1999 diventa il presentatore di Art Attack su Disney Channel, uno dei programmi più seguiti del canale televisivo, che acquisisce tanta notorietà da essere trasmesso anche su Rai 2.
Dopo il successo della trasmissione, per vari anni presenta nelle piazze italiane un laboratorio ispirato ad Art Attack, nel quale realizza alcune creazioni dal vivo e tutti i partecipanti le riproducono, come nel programma televisivo. 
Nell'edizione 1998-1999 ritorna anche al Disney Club presentando dei singolari servizi sugli animali, per scoprirne i segreti e le abitudini. Successivamente viene affiancato da Carolina Di Domenico, nelle quattro edizioni dal 1999 al 2002. 
Il 10 marzo 2006, insieme a Petra Loreggian, conduce il pre-show della Cerimonia di apertura dei IX Giochi paralimpici invernali di Torino di quell'anno. 
Dal 28 settembre 2007 è uno dei protagonisti maschili della quarta edizione di Ballando con le stelle, sempre su Rai 1. 
Nel 2010 conduce il programma Freestyle - Tutta un'altra stanza!, prodotto da Magnolia/De Agostini, per il canale DeA Kids 601 di Sky, un singolare format in cui vengono modificate le camerette dei ragazzi, ispirandosi alle loro passioni, ai loro sogni, alle loro aspirazioni. 
Dall'8 gennaio 2011, e fino al 2014, torna in onda con l'edizione italiana del programma Art Attack. Le puntate vengono registrate a Buenos Aires anziché a Londra a differenza delle edizioni precedenti.
Dal 30 marzo al 6 aprile 2014 partecipa insieme a Lorella Cuccarini, Marco Columbro, Nek, alla crociera solidale di Trenta ore per la vita.
Dal 3 aprile 2015 è a capo di un gruppo di costruttori/inventori: gli X Makers (Massimo Temporelli, Giulia Palaferri, Francesco Marchioro e I-Cub), in onda su DeA Kids - SKY. Nel programma vengono ideati e realizzati dei nuovi prototipi tecnologici grazie all'uso di stampanti 3D, frese, laser cutter e schede Arduino. È produttore e distributore in Italia e nel mondo del "Line Splitter", un dispositivo da lui stesso ideato e utilizzato nella pratica del kitesurf.
Nel 2017 viene reclutato da Sky per la promozione del film Raffaello Sanzio il Principe delle Arti in 3D, attraverso una mini serie a puntate per il web in cui incontra e intervista filosofi, critici, professori di storia dell'arte, sulle tracce del grande artista. Dal 20 agosto dello stesso anno affianca per un passaggio di testimone Osvaldo Bevilacqua in Sereno variabile estate su Rai 2 e successivamente diventa il conduttore di Sereno variabile invernale nella nuova edizione in onda dal 9 settembre.
L'11 settembre 2018 lascia Sereno variabile per condurre 5 cose da sapere, e nel 2020 conduce La porta segreta. A giugno dello stesso anno va in onda Non è mai troppo tardi… Fatto?!, un nuovo programma di alfabetizzazione digitale per Rai Due e per RaiPlay.

### Altre attività
È doppiatore italiano di Cornelio Robinson nel film d'animazione fantascientifico del 2007 I Robinson - Una famiglia spaziale.
Nel 2021 ha scritto Attacchi d'arte contemporanea - Per comprendere l'arte e stimolare la creatività, edito da Rizzoli, con l'intento di divulgare la conoscenza dell'arte contemporanea al grande pubblico. 
Da gennaio 2023 entra nel cast di Avanti un altro! su Canale 5.

## Vita privata
Si è sposato nel 2009, in Polinesia, con Chiara Tribuzio (nota al grande pubblico per essere arrivata 3ª a Miss Italia 1998) dalla quale ha avuto due figli.

## Teatro
- Marat Sade di P. Weiss - Teatro Spazio Zero - Regia G. Mazzoni
- II Festival Nazionale dei nuovi tragici di P. De Silva - Teatro dell'Orologio - Regia P. De Silva
- La favola del figlio cambiato di L. Pirandello - Teatro Anfitrione - Regia G. Mazzoni
- A coloro che verranno brani tratti da B. Brecht e K. Valentin - Teatro in Trastevere - Regia P. Rossi Gastaldi
- Agamennone di Eschilo - Teatro della città di Palmi - Regia A. Piccardi
- Ifigenia in Aulide di Euripide con U. Pagliai e P. Gassman - Tournée - Regia A. Piccardi
- Il borghese gentiluomo di Molière - Teatro Greco - Regia F. Crisafi
- Niente paura siamo in pericolo! di P. Levrey - Teatro dei Satiri - Regia L. Frazzetto
- 150 l'Italia canta di A. Bonfanti - Tournée - Regia A. Bonfanti
- Impara l'arte e non metterla da parte di A. Bonfanti - Tournée - Regia P. Sessa
- Ieri, oggi e domani di G. Muciaccia - scritto con F. Alisei, L. Abbattista, E. Gagliardi - Regia F. Le Pera

## Televisione
- Disney Club (1993-2002)
- La Banda dello Zecchino (1994-1995)
- Numero Zero (1996)
- Art Attack (1998-2014)
- Disney Time (1999-2001)
- Zecchino d'Oro (2002, 2012) ospite
- Mr. Archimede (2005)
- Ballando con le stelle (2007)
- Freestyle - Dea Kids - Sky  (2009-2011)
- X Makers (2015-2016)
- Sereno Variabile (2017)
- 5 cose da sapere (2018)
- La Porta Segreta (2020)
- Non è mai troppo tardi... Fatto!? (2020)
- Avanti un altro! (2023)

### Doppiaggio
- Cornelio Robinson in I Robinson - Una famiglia spaziale (2007)[6]

### Web
- Mash up! - Mc Ciaccia - The Jackal (2015)
- Sulle tracce di Raffaello (2017)
- Pesci piccoli - Un'agenzia, molte idee, poco budget - The Jackal (2023)

### Pubblicità
- Lycia Persona
- Pantene
- Dr.Oetker
- Cetelem
- Giotto
- Toyota
- Kellog's Coco Pops
- Netflix - Una Serie di Sfortunati Eventi
- Mondo Camerette
- Hot Wheels
- Sulle ali dell'avventura - Film - Lucky Red
- Mulino Bianco
- AIA
- Eolo
- Fanta
- UHU
- eBay
- Sky Wi-Fi
- Young Platform
- Barilla - Le sorpresine
- Coppa del Nonno con Gerry Scotti
- Flyeralarm

### Libri
- Attacchi d'arte contemporanea - Per comprendere l'arte e stimolare la creatività - Rizzoli 2021

### Riconoscimenti
- 2001 Telegatto - Miglior programma per ragazzi - Disney Club
- 2002 Telegatto - Miglior programma per ragazzi - Disney Club
- 2002 Premio AGE (Associazione genitori) - Miglior programma per ragazzi - Art Attack
- 2003 Telegatto - Miglior programma per ragazzi - Art Attack
- 2004 Telegatto - Miglior programma per ragazzi - Art Attack
- 2006 Nickelodeon Kids'Choice Awards - Miglior programma per ragazzi - Art Attack
- 2009 Input-Tv di Budapest - Miglior idea per un programma per ragazzi - Freestyle
- 2015 Premio Tv Moige - Per la formula innovativa del programma - X Makers

## Nella cultura di massa
Il video del brano Vinavil del cantautore Giorgio Poi si ispira a Muciaccia.
Nei primi anni duemila diventa oggetto delle imitazioni di Fiorello, nelle edizioni del suo programma su Rai 1 Stasera pago io.